# William Booth Taliaferro

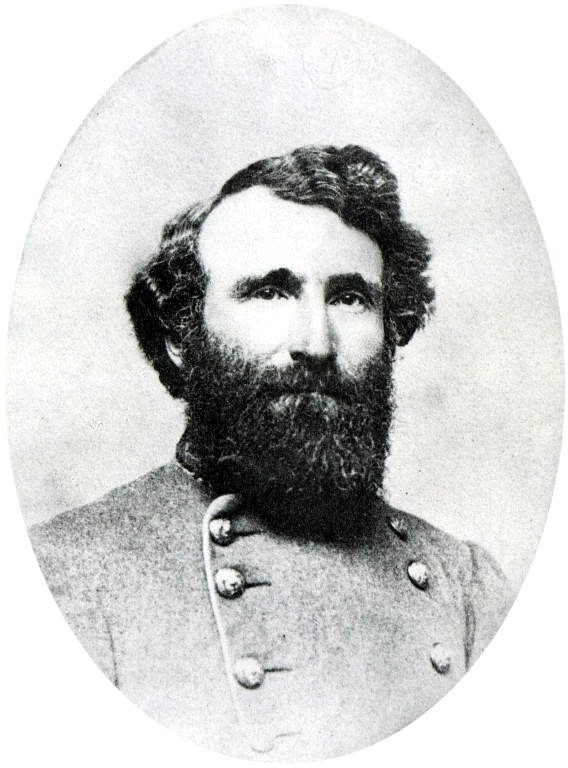
William B. Taliaferro, circa 1865

William Booth Taliaferro (* 28. Dezember 1822 in Gloucester County, Virginia; † 27. Februar 1898 ebd.) war ein amerikanischer Armeeoffizier, der als konföderierter Brigadegeneral im Amerikanischen Bürgerkrieg bekannt wurde.

## Leben
Taliaferro (ausgesprochen „Toliverr“) wurde 1822 als Sohn von Warner Throckmorton Taliaferro (1802–1877) und der Frances Amanda Booth (1802–1824) geboren. Er war ein Neffe von James A. Seddon, der unter Jefferson Davis Kriegsminister der Konföderierten Staaten werden sollte. Taliaferro besuchte die Harvard University und das William and Mary College und schloss sein Studium 1841 ab.
Taliaferro trat während des mexikanischen Krieges in das US-Heer ein und kämpft sowohl im 11. als auch im 9. Infanterie-Regiment. 1853 heiratete er Sarah Nivison „Sally“ Lyons (1828–1899), aus der Verbindung gingen sieben Kinder hervor. Nach dem Krieg trat Taliaferro ins öffentliche Leben ein und diente als Mitglied des Abgeordnetenhauses von Virginia und als prominenter Unterstützer von James Buchanans Präsidentschaftskampagne im Jahr 1856. Er setzte seinen Militärdienst fort als Kommandeur einer Division der Virginia State Miliz, welche er beim Überfall auf Harpers Ferry führte. Taliaferro wurde nach der Abspaltung Virginias 1861 Kommandeur der Staatsmiliz Virginias; später übernahm er im Rang eines Obersten das Kommando über das 23. Virginia-Regiment. Er erhielt bald ein Brigadekommando, wobei er die Truppen der Konföderierten im Gefecht am Greenbrier River (West Virginia) anführte. Taliaferros Brigade kam Ende 1861 unter den Befehl von „Stonewall“ Jackson. Er blieb 1862 bei Jacksons Korps und stieg dort zum Divisionskommandeur auf. Taliaferro war ein strenger und distanzierter Kommandeur, ein Umstand der viele seiner unterstellten Soldaten entfremdete. Jackson protestierte zunächst gegen Taliaferros Beförderung zum Brigadegeneral, respektierte jedoch Taliaferros Führung und militärische Fähigkeiten und stellte ihm nichts in den Weg, er wählte später Taliaferro sogar für einen temporären Divisionsbefehl. Taliaferro wurde in der zweiten Schlacht am Bull Run schwer verletzt, kehrte aber in der Zeit vor der Schlacht von Fredericksburg auf das Schlachtfeld zurück.
1863 wurde er in den Wehrbereich South Carolina, Georgia und Florida versetzt und hatte dort bis Kriegsende verschiedene Kommandos inne. Unter anderem führte Taliaferro Truppen in der Schlacht um Fort Wagner auf Morris Island an. Nach der Kapitulation der konföderierten Truppen kehrte Taliaferro 1865 nach Virginia zurück.
Nach dem Krieg lebte Taliaferro in seinem Geburtsort Gloucester. Er diente in der staatlichen Legislative und als Richter und saß im Vorstand des William and Mary College und des Virginia Military Institute. Er starb in seinem Haus „Dunham Massie“ und wurde in Church Cemetery von Gloucester County begraben.